# Вулиця Йосипівська

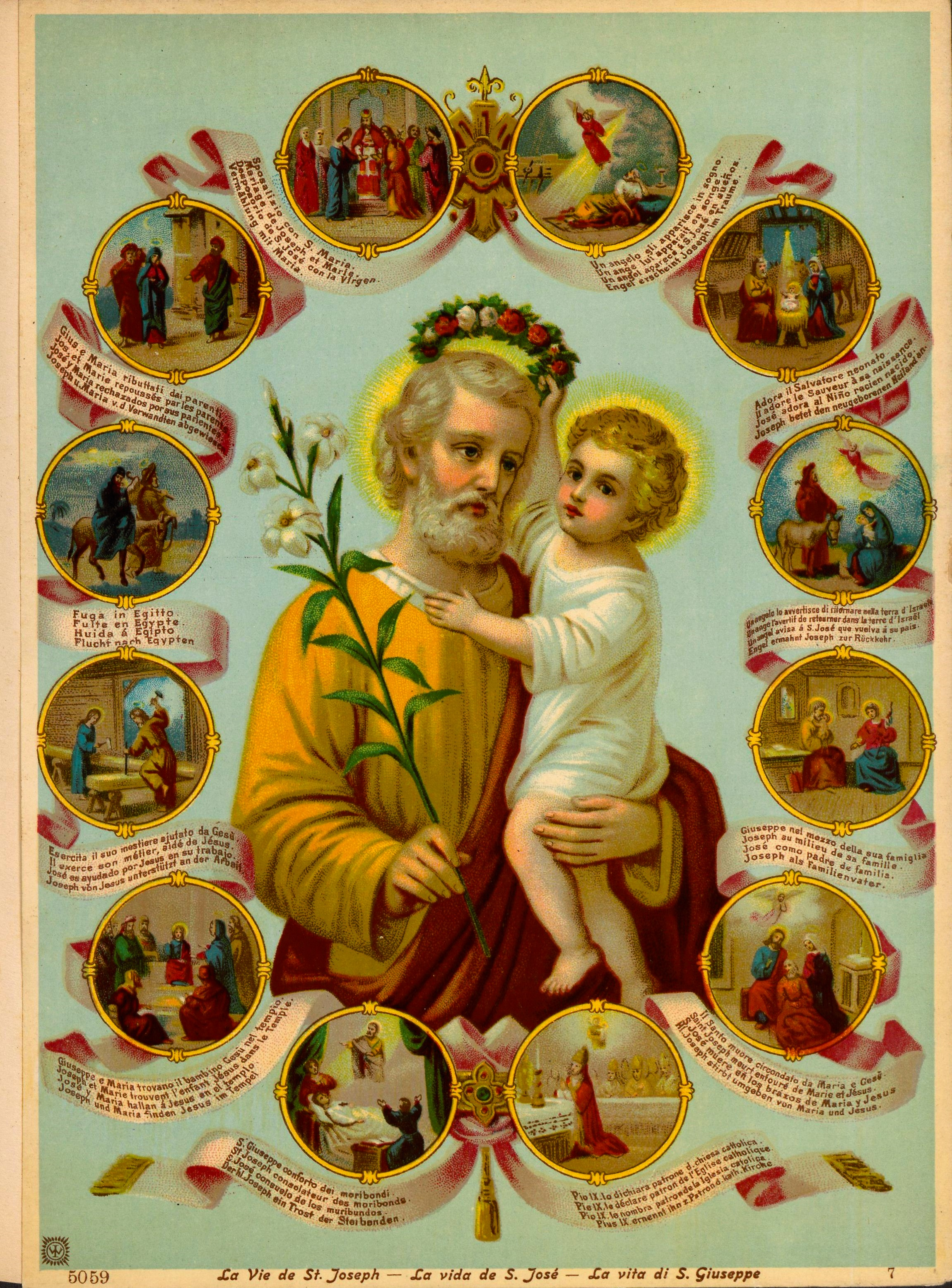
Святий Йосип

Вулиця Йосипівська — вулиця в Новокодацькому районі міста Дніпро. Прилучається до проспекту Свободи.

## Історія
У радянські часи вулиця носила назву на честь радянського льотчика-випробувача Володимира Коккінакі.
20 вересня 2023 року Дніпровська міська рада перейменувала вулицю Коккінакі на честь Святого Йосипа.